# Gordon (Teksas)
Gordon je grad u američkoj saveznoj državi Teksas. Prema popisu stanovništva iz 2010. u njemu je živjelo 478 stanovnika.